# スケアクロウ・ファクトリー
株式会社スケアクロウ・ファクトリー （Scarecrow Factory Inc. ）は、グラフィックデザイン、ウェブデザイン、スペースデザイン、プロダクトデザインなど多方面にわたるデザインと、音楽制作などを行う会社。

## 来歴
2005年、石附 努（石月努）を中心に設立。
アパレル事業などを経て、現在はホテルなどの建築に関わるデザインや、プロダクトデザインなど、デザインと名のつくものを全般的に扱う。

## 所在地
東京都品川区東五反田4丁目7-27 フィンチビル
2F ショールーム / 3F オフィス